# 富田秀貞
富田 秀貞（とだ ひでさだ、生年不詳 - 1367年）は、南北朝時代の御家人。美作国守護職、のち山名時氏に仕えた出雲国目代。月山富田城城主。官位は左衛門尉。歴史文献では「佐々木美作大夫判官」とも記される。紋は「花輪違（七宝に花角）」。子に富田直貞、富田直秀。

## 来歴

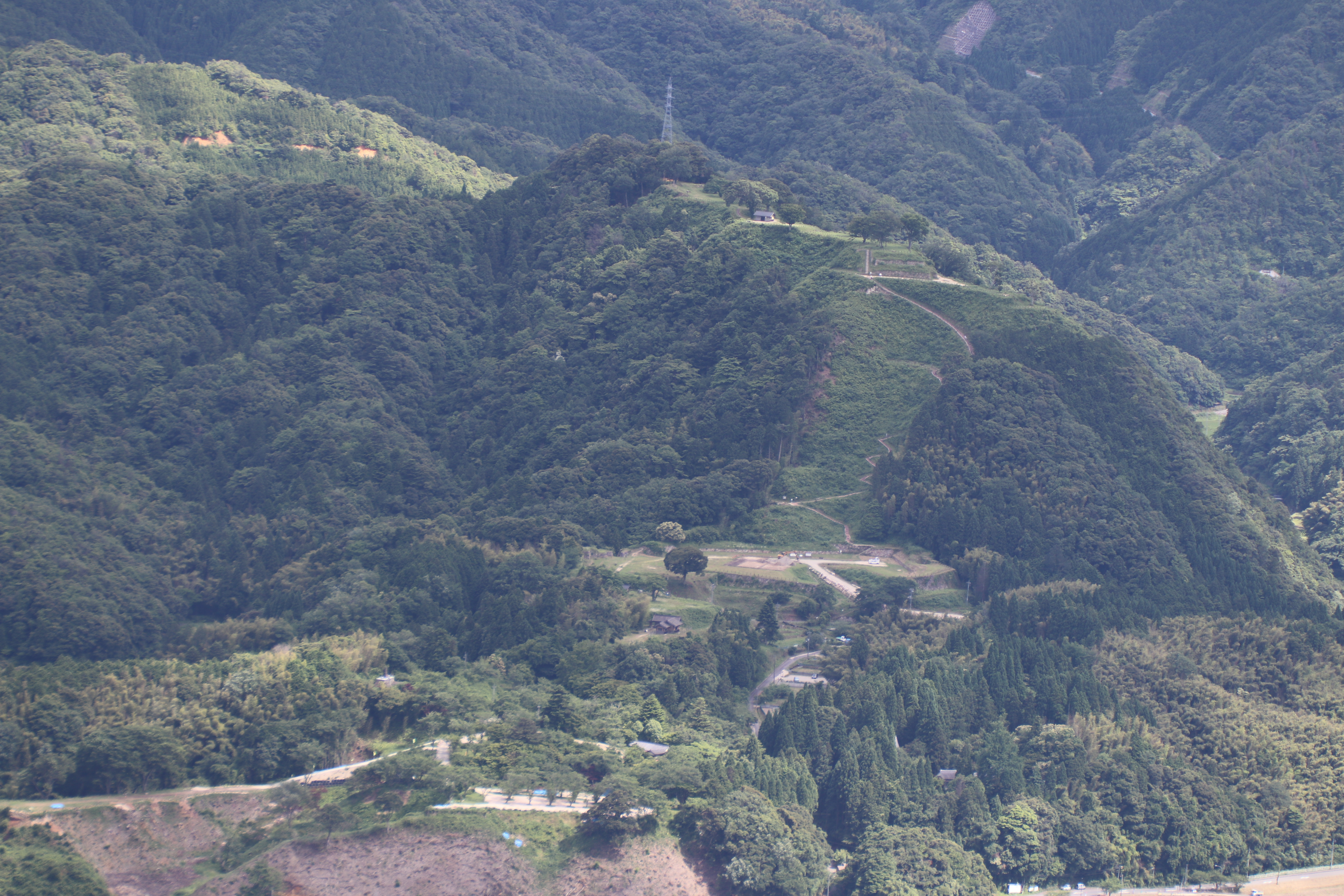
富田氏歴代の居城・月山富田城

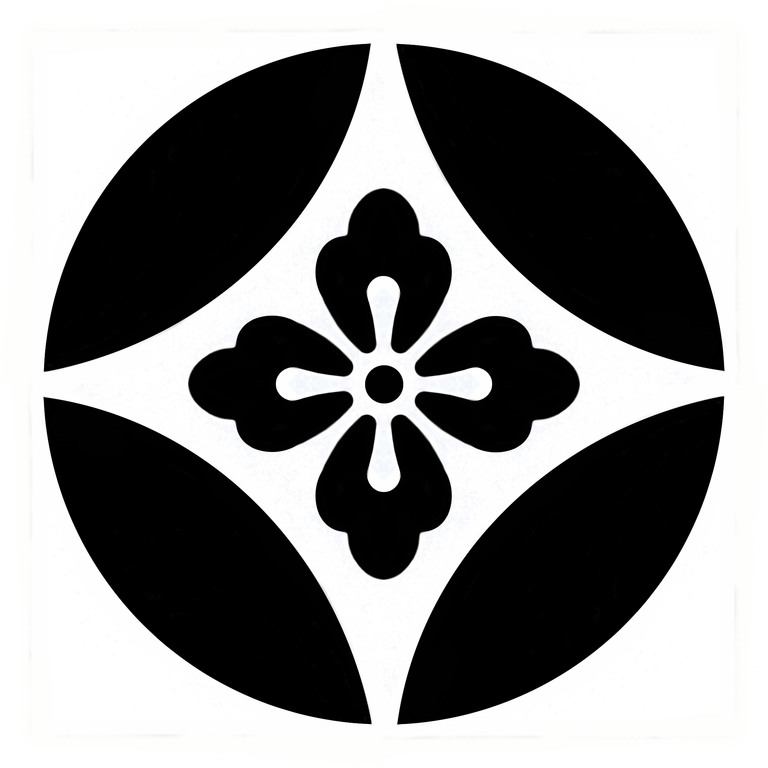
花輪違（七宝に花角）

富田師泰の嫡男として生れる。母は高岡宗泰の長女。父より月山富田城城主を継承した出雲国御家人であり、元弘4年（1333年）の鎌倉幕府滅亡後も富田庄の領主として、室町幕府に従い活動。
出雲国守護であった親族・塩冶高貞が、興国2年/暦応4年（1341年）に謀叛の疑いにより討伐されると、同年4月3日（1341年4月19日）、高貞の追討に功のあった山名時氏が出雲守護職に補任される。この時、秀貞はそのまま幕府方（北朝）の有力御家人として重用され、康永・貞和年間（1340年代）、美作国守護職に任ぜられた。
康永元年（1342年）、天龍寺の造営中に出向いた足利尊氏・直義に、京極道誉らと共に供奉。
康永2年8月（1343年9月頃）、幕府は京極道誉（佐々木高氏）を出雲守護職とすると、道誉は目代として吉田厳覚（秀祐）を出雲に派遣した。
観応の擾乱の時、秀貞は宮方（南朝）に転じ、南朝方の出雲国守護として補任される。この頃、元弘2年（1332年）頃に、湯荘の留守職であった諏訪部扶重が築いた城跡を改築し、現在「玉造城（玉造要害山城）」と呼ばれる城を築いた。その後、秀貞は所領を幕府方（北朝）に没収されることを危惧して、正平6年/観応2年7月25日（1351年8月18日）、勅裁に任せて鰐淵寺南院（南朝）に仁多郡阿井郷を寄進した。
同年、山名時氏が幕府（北朝）より任ぜられて再び出雲守護職となるが、時氏は京極道誉との対立から、正平7年/文和元年（1352年）、出雲で宮方（南朝）に帰順。道誉から派遣された目代・吉田厳覚を追放して、富田秀貞を目代とした。秀貞は観応年間（1351年 - 1353年）に宮方（南朝）として活動し、道誉らを中心とする出雲の幕府方（北朝）と対立を深めた。
正平9年/文和3年（1354年）、幕府は出雲守護職を京極道誉に戻し、富田庄をはじめとする富田秀貞の所領を没収して道誉に与えた。その為、幕府（北朝）の見解としては、富田庄は守護領となるが、宮方（南朝）が富田氏の所領である富田庄を本領安堵し、伯耆国守護・山名時氏が出雲に介入して後ろ盾となったことにより、その後も富田氏は、明徳の乱（1391年）まで、本領を保持し続けた。
正平17年/康安2年6月（1362年7月頃）秀貞は山名時氏による備後攻略にも活躍したが、正平22年/貞治6年（1367年）、出雲で討死した。

## 本領と子孫
明徳の乱の時、月山富田城に山名氏の代官として実際に在城していたのは塩冶師高であるが、この乱によって山名氏が弱体化すると京極高詮が出雲を掌握。明徳3年（1392年）代官として尼子持久を派遣し、富田氏は富田庄を失うことになった。その後、秀貞の子・直貞（弾正少弼）の活動は『太平記』に記されている。子孫には出雲を離れ、大名となった伊勢国安濃津城城主・富田一白や、その嫡男・伊予国宇和島藩祖・富田信高らがいる。なお、富田信高は後に改易されたが、子孫は水戸藩士として続いた。

## 補註
1. ↑  『東作誌』
2. ↑  高岡念智禅定尼の姉にあたる。
3. ↑  『太平記』巻2、巻8、巻32、巻38
4. 1 2 3 4 5 6 7  『塩谷遺跡発掘調査報告書』島根県能義郡広瀬町教育委員会編、1981年3月
5. ↑  「佐々木美作大夫判官（富田秀貞）」の名がある。『天龍寺造営記録』
6. ↑  『正閏史料』
7. ↑  『日本城郭体系』第14巻より。
8. ↑  正平6年7月25日『富田秀貞寄進状』（所収『鰐淵寺文書』）
9. ↑  『佐々木文書』
10. ↑  「正平十七年六月、山名時氏、兵ヲ美作院庄ニ勤シ、兵ヲ分チテ備前・備中ヲ従へ高師秀潰へ走ル。富田直貞ヲシテ備後ヲ攻略セシム」（『大日本史』）
11. 1 2 3  『寛政重脩諸家譜』富田氏の項より。